# Agapetus minutus
Agapetus minutus là một loài Trichoptera trong họ Glossosomatidae. Chúng phân bố ở miền Tân bắc.